# ۹ (فیلم ۲۰۰۹)
۹ نام یک انیمیشن سه بعدی محصول سال ۲۰۰۹ به کارگردانی شین آکر می‌باشد. نویسندگی این فیلم را پاملا پتلر و شین آکر برعهده داشته‌اند. تیم برتون و تیمور بکمامبتوف تهیه‌کنندگان این فیلم بوده‌اند.

## خلاصه داستان
دانشمندی به نام اوپنهایمر در حال ساخت روباتی کوچک با پوشش کتان (شبیه پارچه‌گونی) است و داستان با برخاستن روبات کوچک (شماره ۹) در آینده شروع می‌شود. در طول فیلم بیننده از نابودی دنیا و انسان‌ها توسط ماشین‌ها و ربات‌هایی که توسط انسان ساخته شده آگاه می‌شود. اوپنهایمر این روبات‌ها را ساخته بود اما سران کشور آن را برای اهداف نظامی و حمله به کشورها به خدمت گرفتند و بعداً این روبات‌ها به خودشان هم حمله کردند. به نظر می‌رسد در پایان دنیا جز برخی ربات‌های فلزی تنها چند ربات با پوشش کتان وجود دارند که آن‌ها نیز در هراس از ربات‌های فلزی زندگی می‌کنند و شماره ۹ نام آخرین ربات کتانی است که بعد از سال‌ها بیدار شده و به جمع این ربات‌ها پیوسته‌است و در تلاش است تا دوستانش را نجات و دلیل ساخت خود و دوستانش را متوجه شود.
هر کدام از این روبات‌ها بخشی از شخصیت اوپنهایمر هستند و ۹ که کامل‌ترین و باهوش‌ترین آنهاست به گفته اوپنهایمر روح اوست.

## گویندگان و شخصیت‌ها
هرکس به جای یک عدد:
- کریستوفر پلامر در نقش ۱
- مارتین لاندا در نقش ۲
- شماره‌های ۳و۴ بی صدا هستند.
- جین. سی. ریلی در نقش ۵
- کریسپین گلور در نقش ۶
- جنیفر کانلی در نقش ۷
- فرد تتکویر در نقش ۸
- الیجاه وود در نقش ۹
- ۱: شخصیتی محافظه کار دارد و ضعیف‌ترین و ترسوترین عضو گروه نیز هست و فکر می‌کند چون از نظر سنی بزرگتر است باید رئیس گروه باشد، خودخواه و منفور است اما در آخر داستان برای نجات ۹ و بقیه اعضای گروه، جان خود را فدا می‌کند.
- ۲: شخصیتی بسیار فداکار، گرم و دلسوز دارد. او کسی است که زودتر از همه ۹ را دید و به او گفت: وایسا من یک دوست هستم! او ابزار سخن گفتن را در ۹ قرار داد. او به کمک ۵ تلسکوپی ساخته‌اند و با هم دوستان خوبی هستند. او در اوایل داستان برای نجات ۹، جان خود را فدا می‌کند.
- ۳و۴: دوقلو هستند و منابع اطلاعات، آنها رابطه بسیار خوبی با شماره ۷ دارند و می‌توانند چیزها را مانند یک پروژکتور روی دیوار نشان دهند. آنها کم سن و سال هستند.
- ۵: شخصیتی معصوم و بیگناه دارد و به بهترین دوست ۹ تبدیل می‌شود. ۵ در درگیری انسان‌ها با روبات‌ها سمت چپ صورتش را از دست داده و کم‌رو و بسیار احساساتی نیز هست. ۵ در گروه نقش کسی را دارد که سعی می‌کند صلح را در گروه برقرار کند و همچنین شخصیتی ساده دل نیز دارد. او اعتقاد دارد که ۹ باید رهبر گروه باشد و تنها چیزی که برای محافظت از خود دارد یک کمان است و نیزه. او کسی است که می‌فهمد روبات اصلی نمرده و می‌خواهد به گروه اطلاع دهد اما در راه فرار گرفتار شده و خود، کشته می‌شود.
- ۶: شخصیتی کم حرف و مظلوم دارد. در نوک انگشتانش جوهر قرار دارد که با آن نقاشی می‌کشد و در آخر معلوم می‌شود که نقشه ساخت خودشان بوده. او راه را به ۹، برای نابودی روبات اصلی و آزادی روح دوستانش نشان می‌دهد اما در آخر و بعد از ۵ کشته می‌شود.
- ۷: تنها زن گروه است و جنگجوی شجاع و ماهری نیز هست و با ۹ رابطه خوبی دارد و با افکار ۱ شدیداً مخالف است.
- ۸: فرمانبرِ ۱ است و از نظر فکری در سطح پایینی قرار دارد ولی قدرت بدنی بسیار زیادی دارد و یک چاقو و ماسک و یک قیچی با خودش دارد. شخصیتی است که آزار دادن دیگران را نیز دوست دارد. (جایی در فیلم هنگام نقاشی کشیدنِ ۶ پایش را روی نقاشیِ ۶ می‌گذارد و نقاشی اش را کثیف می‌کند.) اما در آخر داستان مشخص می‌شود پشت ظاهر خشنش، قلبی مهربان و رئوف نهفته ‌است. او نیز پس از ۲ کشته می‌شود.
- ۹: عضو اصلی گروه، توانا، قدردان، صمیمی و بسیار باهوش است و از فدا کردن جان خود برای دوستان و جنگیدن با دشمنان ترسی ندارد. او موفق می‌شود روبات اصلی را نابود کند.

## نکات
- تاریخ اکران فیلم ۹ سپتامبر ۲۰۰۹ است: ۹/۹/۲۰۰۹